# Sotto il ghiacciaio
Sotto il ghiacciaio (titolo originale Kristnihald undir Jökli) è un romanzo dell'autore islandese Halldór Laxness, pubblicato originariamente nel 1968, in italiano nel 2011 dalla casa editrice Iperborea.

## Trama
Il romanzo è narrato in prima persona da un venticinquenne studente di teologia, di cui non viene detto il nome, incaricato dal vescovo d'Islanda d'indagare sul comportamento del pastore Jón Jónsson detto Primus, parroco del paese di Brún-sotto-il-ghiacciaio. Il pastore è infatti accusato di non celebrare i sacramenti, di vivere in stato di concubinato con una donna diversa dalla moglie e di aver permesso l'inumazione di un cadavere nel ghiacciaio anziché in terra consacrata. 
L'emissario del vescovo si reca così nel villaggio dove opera il discusso pastore, appurando che tutte le manchevolezze di cui è accusato sono vere, tranne forse il punto relativo alla sepoltura impropria del cadavere; inoltre, le opinioni religiose del pastore appaiono alquanto eterodosse. Cionondimeno, il reverendo Jón è molto amato e apprezzato dalla sua comunità, alla quale presta la sua opera di tuttofare e maniscalco. 
Il protagonista incontra in loco anche uno strano personaggio amico di Jón Primus, Guðmundur Sigmundsson detto Godman Syngmann, una figura a metà strada tra il mago, il filosofo e il ciarlatano, accompagnato da tre stranieri beatnik, che sostiene di essere tornato alla natia Islanda, dopo molti anni in giro per il mondo, allo scopo di operare un miracolo, che sembra essere in relazione con la sepoltura nel ghiacciaio e la moglie di Jón Primus, anch'essa assente da molto tempo. Tuttavia, Syngmann muore improvvisamente e il pastore si trova costretto, suo malgrado, a celebrarne il funerale. Poco dopo si ripresenta Guðrún Sæmundsdóttir detta Úa, la moglie del pastore, da cui, malgrado la differenza d'età, l'emissario del vescovo, che non ha molta esperienza col gentil sesso, è profondamente affascinato. Ma, dopo una passeggiata notturna nei dintorni, Úa misteriosamente scompare, come un fantasma. La narrazione si chiude col giovane che, sconvolto e terrorizzato, fugge a gambe levate.

## Edizioni
- Halldór Laxness, Sotto il ghiacciaio, traduzione di Alessandro Storti, Iperborea, 2011,  p. 288, ISBN 978-88-7091-192-3.